# 里見浩太朗
里見 浩太朗（さとみ こうたろう、1936年11月28日 - ）は、日本の俳優・歌手。
旧芸名は鏡 小五郎・富士川 一夫・里見 浩太郎・風間 太郎を経て、1970年より今の芸名とする。本名は佐野 邦俊（さの くにとし）。東京市渋谷区道玄坂出身、静岡県富士宮市育ち。自らが社長を務める株式会社 里見プロモーション所属。

## 来歴
父・亀一は19歳で志願して近衛兵となり、帝国陸軍の麹町憲兵隊に転属したのち、秋葉原のパン屋で働いていた静岡県松野村出身の木伏エツと結婚。里見が生後8か月のときに、盧溝橋事件により支那駐屯憲兵隊に臨時増加配属を命じられ、その年の9月に中国大陸山西省の小塞村（平型関の入り口）にて平型関の戦いで戦没しており、静岡県富士宮市にある母・エツの実家を頼った母子家庭で兄・要とともに育った。その父の死に様は当時の新聞や軍内部の報告書で英雄として祀り上げられた。当初は割腹自決と報じられたが、のちに同じ部隊にいた憲兵仲間から、負傷しながらも軍刀を抜き反撃しようとしたところを手榴弾を受けて亡くなったと報告があった。「父の恩給だけでは生活が苦しかったため、母が縫い物の内職をして家計を支えてくれた。」という。戦後、恩給が打ち切られてからは彼の母は古着の行商などで2人の息子を養っていた。なお、父方の佐野家は山梨県南部町井出にあり、初代の佐野光次は戦国時代に武田信虎に仕えた武将。代々武田家の家臣として仕え、祖父・勝三郎の代には農業・林業のほかに塩の販売なども手掛け、村で一二を争う財産家だった。

### 芸能界への憧れと役者デビュー
中学時代はテニス部所属、高校時代は音楽部に所属していた。高校卒業間近に『NHKのど自慢』に出場する機会があり、伊藤久男の代表曲「山のけむり」を熱唱し予選に合格した。後年、里見はコンサートMC等で「この合格が芸能生活への原点である」と語っている。静岡県立富士宮北高等学校卒業後上京。築地の魚市場で仲卸を営んでいた叔父の会社に就職し、働きながら歌手を目指した。レコードデビューが内定していたが、仲買卸業の娘が悪戯で里見を東映ニューフェイスに応募。
1956年、第3期東映ニューフェイスに合格し、何事も経験が必要だと云われ東映へ入社。同期には大川恵子・桜町弘子・大村文武らがいる。鏡を見て現代劇の姿を写して見たり、ハンカチで、時代劇の羽二重を付けた様にして写して見たりして、考えた末、京都には社宅が完備されていたことから自ら希望して東映京都撮影所（以下、東映京都）専属となる。翌1957年、『上方演芸 底抜け捕物帖』『誉れの陣太鼓』がステップになり、3本目の大友柳太朗主演『天狗街道』で本格デビュー。同作品のプロデューサー・神戸由美から、大当たりした東映の映画『里見八犬伝』が縁起がいいと「里見」を、「富士山の悠々たる姿を見て浩然の気を養う」という意味から「浩」、時代劇らしく「太郎」と合わせ、里見浩太郎（1970年に現名に改名）という芸名をつけてもらう。1958年、4本目の『金獅子紋ゆくところ』初主演。その主題歌『金獅子紋道中唄』で歌手デビュー。映画では時代劇を中心に出演し、主演は子供向け作品が多かった。初期は美空ひばりや中村錦之助主演映画での助演や『十三人の刺客』では片岡千恵蔵を補佐する役を演じた。時代劇以外では高倉健主演の任侠映画『侠客列伝』（1968年）、千葉真一主演のオールスターキャスト作品『日本暗殺秘録』（1969年）や、村田英雄・北島三郎ら主演の歌謡映画などにも出演している。
1965年2月26日に京都地裁から拳銃密輸と所持により、懲役8か月（執行猶予3年）の判決を受けている(詳しくは後述「人物」)。

### テレビドラマに進出
当時の岡田茂東映京都所長が、同撮影所の改革として時代劇映画をテレビに移し、映画は任侠映画を中心とするラインナップに変更する。
岡田が「時代劇に固執するものは一人もいらないんだ」などと強行に改革を進めたため、里見は時代劇映画を守ろうと中村錦之助 (萬屋錦之介)や東千代之介らと1965年5月9日、東映の俳優組合（東映俳優クラブ組合）を結成した。しかし組合活動は上手くいかず、「任侠路線は自分には似合わない」と活動の場をテレビ時代劇に移す。このときは岡田と反目に回ったが、「私は岡田茂さんに育てて頂いた」と述べている。
里見は1967年の東映・関西テレビ製作の『仮面の忍者 赤影』を始め、数々のテレビ時代劇に出演するようになる。だが映画の頃とは打って変わって四番手ないし五番手の役が多くなり、1970年には芸名を「里見浩太郎」から「里見浩太朗」に改名。時代劇のみならず、刑事ドラマやアクションドラマにも出演した。
1971年5月、ナショナル劇場『水戸黄門 第3部』（TBS / C.A.L）（放送は同年11月29日）で杉良太郎に代わり2代目佐々木助三郎に就任。1982年7月8日の初代水戸光圀役・東野英治郎の降板発表を受け自身も降板を考えたが逸見稔の強い希望で残留する。1987年11月26日の第17部収録終了（最終話は1988年2月22日に放送）をもって降板。足かけ16年半、457回にわたる活躍だった。
1974年、『大江戸捜査網』にて久々に主演を務め、以降『長七郎天下ご免!』、『松平右近事件帳』、『長七郎江戸日記』など幾多のテレビ時代劇作品で主演を務め、時代劇俳優の地位を不動のものとする。主演作品では主題歌も数多く担当している。1985年から93年にかけて、年末に放送されていた日本テレビ系列の『年末時代劇スペシャル』では、最多の6度主演している。
「時代劇の殺陣がどんどん激しくなっていくのとは対照的に、かつての市川右太衛門的な立ち回りを復権させようと、舞い踊るような美しい殺陣を見せており、市川の華麗な部分と片岡千恵蔵的な重厚な芝居と併せ持つ、東映時代劇の申し子」と評されている。
2002年10月14日より放送開始したナショナル劇場『水戸黄門 第31部』で、病気降板した石坂浩二に代わる5代目水戸光圀役として14年ぶりに復帰。里見は1959年公開の映画『水戸黄門 天下の副将軍』（主演：月形龍之介）で渥美格之進役を務めており、同作とあわせて「水戸光圀・佐々木助三郎・渥美格之進の三役を経験した唯一の俳優」となった。またゲスト出演での共演を含め、シリーズ歴代の佐々木助三郎・渥美格之進役全員との共演を果たしている。2011年12月19日の『最終回スペシャル』をもって42年にわたるシリーズの一時終了が決定した際の記者会見では、「ズバッと後ろから斬られた感じ。残念というよりも、痛い。」と語っている。その後、2015年6月29日には3年半ぶりにスペシャルとして復活。放送当時の里見は78歳7ヶ月であり、同作における歴代最年長での光圀役となった。
『大江戸捜査網』以降テレビ時代劇では、長年にわたり勧善懲悪作品の主演を専らとしてきたが、1993年の『炎立つ』への出演を皮切りにNHK大河ドラマにも出演するようになった。

### さらなる活躍

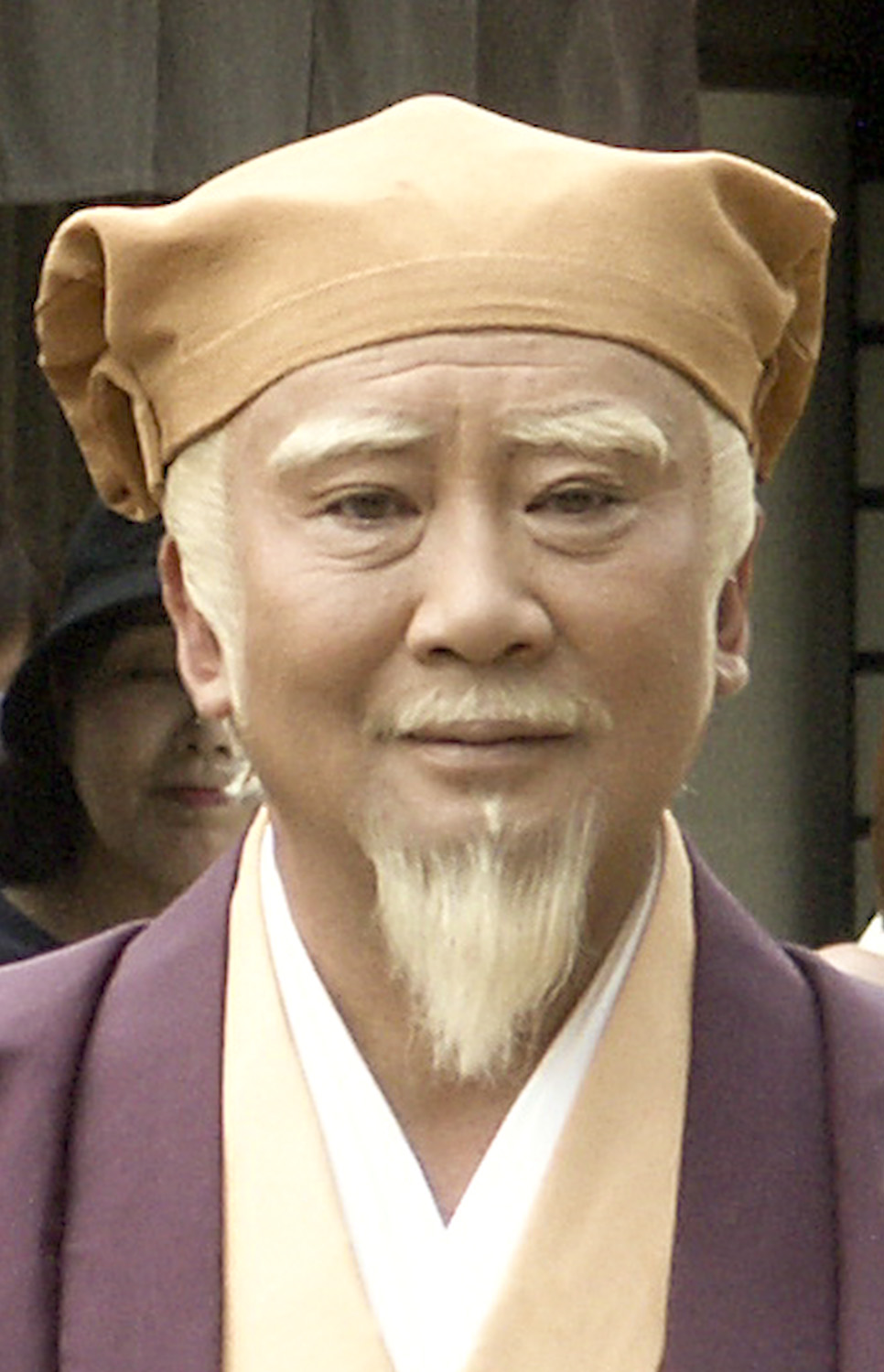
2002年

舞台活動では1977年8月から名古屋御園座で座長公演を始め、主に東京では明治座、大阪では梅田コマ劇場などで年に1回から3回行っている。主演が多くなった1980年代以降は、「主婦のアイドル」として、歌手でもコンサート・ディナーショーを積極的に行っている。
現代劇でも新しい役柄に扮し、23年ぶりに映画出演した初の松竹作品『およう』（2002年）では洋画家藤島武二を演じた。なおテレビドラマでは、刑事部長・警察署長（テレビ東京系『信濃のコロンボ』シリーズ他）などの役柄が多く、京都で一日署長を務めたこともある。主演シリーズの終了後から、俳優としてのスタンスも徐々に「存在感のある脇役」へとシフトし、
2012年のドラマ「リーガル・ハイ」の服部役では、当時の小学生世代にまで知名度を広げる。
2013年2月17日に放送されたスペシャルドラマ『必殺仕事人2013』では芸歴55年余にして初めて敵役を演じた。起用にあたって「もちろん、これまでも斬られる役を演じたことはあるのですが、敵役として斬られるのは初めてなので、本当に楽しみにしています。まだまだ立ち回りは動けますし、どんな長い殺陣でもできる自信はまだありますから（笑）。丁々発止、斬られたいと思います」と、その心境を語っている。

## 人物
1966年3月に最初の結婚。翌年10月には長男・圭亮が誕生したが、テレビの仕事が順調に進む中、多忙によるすれちがいが原因で1974年に離婚。1976年10月に元レスリング選手・風間栄一（ベルリンオリンピック日本代表）の娘でパンアメリカン航空に勤務（客室乗務員を経て結婚時は地上勤務）していた現在の妻と再婚した。
私生活では多趣味多芸で、多忙を極めつつも絵画を描き、ゴルフも得意であるが、2006年夏にプレイ中に左耳に小さな昆虫が入り、その虫が耳奥で死に腐敗した影響で（気が付くのが遅れ）鼓膜が破れる事故が起き、2007年2月に鼓膜再生手術を受けている。
アメリカカリフォルニア州サンディエゴに別荘を持っており、『水戸黄門』などの撮影や舞台公演が終わると、オフタイムでは渡米し長期滞在することが多い。
自他共に認める下戸で、妻と共に食事した際に出された梅酒を一杯飲んだだけで悪酔いし、気分が悪くなる程で全く受け付けない。そういった事情から、自宅で役者仲間やスタッフらを招待しての（打ち上げなどの）宴会などでは、歌や接待につとめ進行役に専念しているという。
ナショナル劇場『水戸黄門 (第22-28部)』で3代目水戸光圀役を演じた佐野浅夫は親戚（従叔父）関係にある。
先述した1965年の拳銃所持事件の背景には、当時警察当局は大手暴力団の壊滅作戦（俗に言う第一次頂上作戦）を進めており、とりわけ三代目山口組田岡一雄の周辺は多くの逮捕者が出た。これもその一環で芸能界に深いつながりのある山口組との関係に対する制裁の面が強かった。若き日の里見にも多くの映画スターと並んだ田岡一雄との写真がある。容疑は1963年4月にハワイ旅行で山城新伍と共に、SW22口径コルトを購入、日本に持ち込んでいた。山城の方は同年末に拳銃所持が発覚し検挙されて1964年の春には罰金刑を受けていたが、後に山城が持ち込んだ拳銃は山口組系暴力団組員へ売却され、山城自身が所持していた拳銃は里見が持ち込んだ物を譲り受けた物と判明し、2人揃って起訴された。山城は懲役10か月（執行猶予3年）の判決を受けたが、一方で里見は山城と違ってヤクザとの交友には消極的だった、という証言もある。
2017年2月、60代男性が運転する軽トラックに、里見が運転する乗用車が接触する事故が発生したが、双方に怪我は無かった。

## 受賞歴
2025年
- 第48回日本アカデミー賞 会長功労賞

## 出演

### 映画
- 上方演芸 底抜け捕物帖（1957年）
- 誉れの陣太鼓（1957年）
- 天狗街道（1957年）
- 富士に立つ影（1957年）
- 任侠東海道（1958年）
- 江戸の名物男 一心太助（1958年）
- 少年猿飛佐助（1958年） - 真田幸村
- 少年猿飛佐助 牢獄の姫君（1958年） - 真田幸村
- 少年猿飛佐助 天空の白馬（1958年） - 真田幸村
- 源氏九郎颯爽記 白狐二刀流（1958年）
- ひばり捕物帖 かんざし小判（1958年）
- 月の話奇談 変幻胡蝶の雨（1958年） - 足利義高
- 変幻胡蝶の雨・月の輪族の逆襲（1958年） - 足利義高
- 大菩薩峠 第二部（1958年）
- 少年三国志 第一部（1958年）
- 浪人八景（1958年）
- 少年三国志 第二部（1958年）
- 唄祭り三人旅（1958年）
- 新選組（1958年） - 会津の染五郎
- 若君千両傘（1958年）
- 旗本退屈男（1958年）
- 小天狗霧太郎（1958年）
- 国定忠治（1958年）
- 小天狗霧太郎 完結篇（1958年）
- 満月かぐら太鼓（1958年）
- 神州天馬侠（1958年）
- 喧嘩太平記（1958年）
- 神州天馬侠　完結篇（1958年）
- 隠密七生記（1958年）
- 柳生旅ごよみ 女難一刀流（1958年）
- 紫頭巾（1958年）
- 捨てうり勘兵衛（1958年）
- ひばり捕物帖 自雷也小判（1958年）
- 金獅子紋ゆくところ 黄金蜘蛛（1958年）
- 金獅子紋ゆくところ 魔境の秘密（1958年）
- 丹下左膳　怒濤篇（1959年）
- いろは若衆 ふり袖ざくら（1959年）
- 忠臣蔵 櫻花の巻・菊花の巻（1959年）
- 幕末美少年録 会津の決死隊（1959年）
- 唄しぐれ千両旅（1959年）
- 右門捕物帖 片目の狼（1959年）
- あばれ街道（1959年）
- ゆうれい小判（1959年）
- 紅だすき喧嘩状（1959年）
- おしどり道中（1959年）
- 唄ごよみ出世双六（1959年）
- お染久松 そよ風日傘（1959年）
- 水戸黄門 天下の副将軍（1959年） - 渥美格之進
- 血闘水滸伝 怒濤の対決（1959年）
- 里見八犬伝（1959年）
- 里見八犬伝 妖怪の乱舞（1959年）
- 里見八犬伝 八剣士の凱歌（1959年）
- いろは若衆 花駕籠峠（1959年）
- 天下の伊賀越 暁の血戦（1959年）
- 風雲児 織田信長（1959年） - 丹羽万千代
- 緋鯉大名（1959年）
- ひばり捕物帖 ふり袖小判（1959年）
- ひばり十八番 弁天小僧（1960年）
- 任侠中仙道（1960年）
- 孔雀秘帖（1960年）
- 野狐笛 花吹雪一番纏（1960年）
- 花桜千両槍（1960年）
- あらくれ大名（1960年）
- 南国太平記 比叡の血煙り（1960年）
- 南国太平記 薩摩の狼火（1960年）
- 右門捕物帖 地獄の風車（1960年）
- ひばりの森の石松（1960年）
- 照る日くもる日（1960年）
- 照る日くもる日 後篇（1960年）
- さいころ無宿（1960年)
- 桃太郎侍 江戸の修羅王（1960年） - 桃太郎侍/若木新之助
- 桃太郎侍 南海の鬼（1960年） - 桃太郎侍/若木新之助
- 親鸞（1960年）
- 旗本退屈男 謎の暗殺隊（1960年）
- ひばり捕物帖 折鶴駕篭（1960年）
- 壮烈新選組 幕末の動乱（1960年）
- 次郎吉囃子 千両小判（1960年）
- 喧嘩まつり 江戸っ子野郎と娘たち（1960年）
- 怪談五十三次（1960年）
- 神田祭り 喧嘩笠（1960年）
- 地雷火組（1960年）
- 地雷火組 完結篇（1960年）
- 水戸黄門 天下の大騒動（1960年）
- 忍術真田城（1960年）
- 大江戸喧嘩まつり（1961年）
- 忍術大阪城（1961年）
- 柳生武芸帳（1961年）
- 柳生武芸帳 夜ざくら秘剣（1961年）
- 夜霧の長脇差（1961年）
- 新諸国物語 黄金孔雀城（1961年）
- 赤穂浪士（1961年） - 上杉綱憲
- 鞍馬八天狗（1961年）
- 新諸国物語 黄金孔雀城 第二部 第三部（1961年）
- 新諸国物語 黄金孔雀城 完結篇（1961年）
- 怪人まだら頭巾（1961年）
- 月形半平太（1961年）
- 怪人まだら頭巾 紅ぐも地獄（1961年）
- 豪快千両槍（1961年）
- 幽霊五十三次（1961年）
- 怪獣蛇九魔の猛襲（1961年）
- 右門捕物帖 まぼろし燈籠の女（1961年）
- 逆襲天の橋立（1961年）
- 新黄金孔雀城 七人の騎士 第一部 第二部（1961年）
- 出世武士道（1961年）
- 新黄金孔雀城 七人の騎士 完結篇（1961年）
- 花のお江戸のやくざ姫（1961年）
- お世継ぎ初道中（1961年）
- 維新の篝火（1961年）
- 柳生一番勝負 無頼の谷（1961年）
- 地獄の底をぶち破れ（1961年）
- 赤い影法師（1961年）
- 大江戸評判記 美男の顔役（1962年）
- 右門捕物帖 卍蜘蛛（1962年）
- 八幡鳩九郎（1962年）
- お姫様と髭大名（1962年）
- きさらぎ無双剣（1962年）
- 向う見ずの喧嘩笠（1962年）
- 胡蝶かげろう剣（1962年）
- 右門捕物帖 紅蜥蜴（1962年）
- 酔いどれ無双剣（1962年）
- 鉄火若衆（1962年）
- 血煙り笠（1962年）
- 髑髏銭（1962年）
- ひばりの花笠道中（1962年）
- 薩陀峠の対決（1962年）
- 十七人の忍者（1963年） - 柘植半四郎
- 銭形平次捕物控（1963年） - 銭形平次
- 十三人の刺客（1963年） - 島田新六郎
- 大殺陣（1964年） - 神保平四郎
- 刑事(デカ) （1964年） - 上杉竜彦
- 宮本武蔵 巌流島の決斗（1965年） - 細川忠利
- 日本侠客伝 浪花篇（1965年）
- 主水之介三番勝負 （1965年）
- 日本侠客伝 血斗神田祭り（1966年）
- 兄弟仁義（1966年）
- 続兄弟仁義（1966年）
- 兄弟仁義 関東三兄弟（1966年）
- 一心太助 江戸っ子祭り（1967年）
- 兄弟仁義 続・関東三兄弟（1967年）
- 十一人の侍（1967年） - 三田村健四郎
- 人間魚雷 あゝ回天特別攻撃隊（1968年） - 江川大尉
- 怪猫呪いの沼（1968年）
- 侠客列伝（1968年）
- 兵隊極道（1968年）
- 緋牡丹博徒 鉄火場列伝（1969年）
- 日本暗殺秘録 （1969年） - 村中孝次
- 飛びだす冒険映画 赤影（1969年、東映） - 竹中半兵衛
- 関東義兄弟（1970年）
- 盛り場仁義（1970年）
- 水戸黄門（1978年） - 佐々木助三郎
- およう（2002年） - 藤島武二
- スクールウォーズHERO・泥だらけの栄光〜（2004年） - 神林明彦
- 北のカナリアたち（2012年） - 堀田久
- エイプリルフールズ（2015年） - 櫻小路佑麻呂

### テレビ映画
- シオノギ日本映画名作ドラマ（NET）
  - 「貸間あり」（1963年8月13日）
  - 「浅草の灯」（1963年9月29日）
- 忍びの者（1964年7月 - 1965年7月、NET / 東映）
- 幕末（1964年、TBS）
- 日産スター劇場（日本テレビ）
  - 「幕末笑談　文明爆裂弾」（1964年11月21日）
  - 「俺も義士だ」（1964年12月12日）
- NHK劇場「穴の中」（1965年1月22日、NHK総合）
- われら九人の戦鬼（1966年1月 - 7月、NET / 東映） - 九十九谷左近
- てなもんや三度笠（1966年7月、朝日放送）  - 山岡鉄太郎
- 銭形平次（フジテレビ / 東映）
  - 第5話「七年目の仇討」（1966年9月14日） - 伊積隼人
  - 第62話「七夕の唄」（1967年7月5日） - 鶴松
  - 第127話「おかめの涙」（1968年10月2日） - 板倉新九郎
  - 第163話「盗賊の恋」（1969年6月11日） - 業平の鶴吉
  - 第253話「三度笠の男」（1971年3月10日） - 木場の半次郎
  - 第888話「ああ十手ひとすじ!!八百八十八番大手柄 さらば我らの平次よ永遠に」（1984年） - 榊原丹波守
- 仮面の忍者 赤影 第1話～第2話、第7話、第14話（1967年、関西テレビ / 東映） - 竹中半兵衛
- 野次馬がいく（1967年、NET / 東映）
- 暴風雨の中（1967年12月19日、関西テレビ）
- 用心棒シリーズ（NET / 東映）
  - 俺は用心棒 第13話「雷雨の日に」（1967年） - 佐吉
  - 帰って来た用心棒 第14話「仕官の日」（1968年） - 岡村俊吉
- カツドウ屋一代（1968年、毎日放送）
- 大奥 第12話「元禄雪の十四日」（1968年、関西テレビ / 東映） - 村松三太夫
- はやと（1969年、毎日放送） ※テレビ時代劇初主演作
- 無用ノ介 第15話「天にさけぶ無用ノ介」（1969年、日本テレビ / 国際放映） - 野ねずみの朝吉
- 仇討ち 第26話「仇討ち禁止令」（1969年3月26日、TBS）
- あゝ忠臣蔵（1969年、関西テレビ / 東映） - 萱野勘平
  - 第4話「刃傷松の廊下」
  - 第5話「赤穂大評定」
  - 第6話「涙の城明け渡し」
  - 第9話「おかると勘平」
  - 第10話「恋の道行き」
- なんでも引きうけ候 第12話（1969年、毎日放送）
- 緋剣流れ星お蘭 第1話「あたしが掟よ!」（1969年、NET / 東映）
- 女殺し屋 花笠お竜 第21話「三味線任侠子守唄」（1970年、東京12チャンネル / 国際放映）
- キイハンター 第110話「首のない紳士の殺人計画」（1970年5月9日、TBS） - ミスター・ミラクル
- 柳生十兵衛（1970年 - 1971年、フジテレビ / 東映） - 幡随院長兵衛
  - 第1話「江戸城の熱血児」（1970年）
  - 第2話「侠気と友情」（1970年）
  - 第30話「足を洗った男」（1971年）
- 青春太閤記 いまにみておれ!（1970年、日本テレビ） - 松下嘉兵衛
- 紅つばめお雪（1970年、NET / 東映） - 石和の藤吉
- 遠山の金さん捕物帳 第1話「待てなかった女」（1970年7月12日）（NET / 東映） - 佐吉
- 徳川おんな絵巻（関西テレビ / 東映） - 六郷政奉
  - 第5回「お転婆娘の御殿奉公」（1970年10月31日）
  - 第6回「お初の仇討ち」（1970年11月7日）
- ナショナル劇場・パナソニック ドラマシアター（TBS）
  - 大岡越前（C.A.L）
    - 第1部 - 第3部（1970年 - 1973年） - 政吉
    - ナショナル劇場50周年記念特別企画スペシャル（2006年3月20日） - 土屋山城守

  - 水戸黄門（C.A.L）
    - 第2部
      - 第14話「女将棋師 -天童-」（1970年12月28日） - 庄太郎
      - 第26話「帰って来た旅烏 -浜田-」（1971年3月22日） - 源太

    - 第3部 - 第17部 （1971年 - 1988年） - 佐々木助三郎
    - 第3部 第8話「雪姫変化 -掛川-」（1972年1月17日） - 堀直次郎[注釈 5] （一人二役）
    - 第7部 第23話「地獄で聞いた佐渡おけさ -佐渡-」（1976年10月25日） - 市太郎 （一人二役）
    - 第10部 第19話「恋しきひとの琴 -犬山-」（1979年12月17日） - 若宮慎之助 （一人二役）
    - 第12部 第6話「助さんそっくり千両役者 -郡上八幡-」（1981年10月5日） - 沢村菊次郎 （一人二役）[注釈 6]
    - 第15部 第30話「男度胸の木曽節仁義 -木曽福島-」（1985年8月19日） - 御岳の政吉 （一人二役）
    - 第17部 第20話「颯爽! 謎の黒頭巾 -広島-」（1988年1月11日） - 木暮幻之介 （一人二役）
    - 第24部 第27話「一陽来復米沢の春 -米沢-」（1996年4月1日） - 香西織部
    - 第31部 - 第43部 （2002年 - 2011年） - 主演・水戸光圀 役
    - 第34部 第19話「浪花女は銭の神様 -三春-」（2005年5月30日） - 梅次郎[注釈 5] （一人二役）
    - 第35部 第18話「脱藩者は老公に瓜二つ -佐伯-」（2006年2月20日） - 相良喬之介 （一人二役）
    - 水戸黄門スペシャル（2015年6月29日） - 水戸光圀

  - 江戸を斬る （1987年・1994年、C.A.L） - 遠山金四郎
- 清水次郎長（1971年5月 - 1972年4月、フジテレビ）
- 弥次喜多隠密道中 第13話「殿様と遊女・尾張」（1971年12月30日、日本テレビ / 歌舞伎座テレビ室） - 尾張中納言
- 特別機動捜査隊 （1971年 - 1974年、NET / 東映） - 高倉主任
- 紫頭巾 第9話「機密暴露作戦」（1972年6月1日、東京12チャンネル / 松竹） - 水沢新十郎
- 大江戸捜査網 （1974年 - 1979年、東京12チャンネル） - 伝法寺隼人（音次郎） 
  - 第131話「火を招く狼の群」（1974年3月23日）〜 第409話「さらば音次郎」（1979年9月15日）
- 山盛り食堂（日本テレビ）
- 江戸の鷹 御用部屋犯科帖（1978年、テレビ朝日） - 徳川家治 （特別出演）
- 風鈴捕物帳 第1話「風鈴捕物帳」（1978年10月26日、テレビ朝日 / 東映） - 筒井伊賀守
- 長七郎天下ご免! （1979年 - 1982年、テレビ朝日 / 東映） - 松平長七郎（結城長三郎）
- さよなら・お竜さん（1980年7月 - 9月、毎日放送）
- 天下御免の頑固おやじ　大久保彦左衛門（1982年1月1日、TBS）
- 松平右近事件帳シリーズ（1982年 - 1983年、日本テレビ / ユニオン映画・六本木オフィス）
  - 松平右近事件帳（1982年 - 1983年） - 松平右近（通称：浮世小路の医師・藪太郎）
  - 新・松平右近 （1983年） - 松平右近（通称：浮世小路の医師・藪太郎）
- 日本テレビ火曜8時枠時代劇
  - 長七郎江戸日記 （1983年 - 1986年・1988年 - 1991年、日本テレビ / ユニオン映画・六本木オフィス） - 松平長七郎（速水長三郎）
  - 八百八町夢日記 （1989年 - 1990年・1991年 - 1992年、日本テレビ / ユニオン映画） - 榊原主計頭忠之
  - 半七捕物帳 （1992年 - 1993年、日本テレビ / ユニオン映画） - 三河町の半七
  - 闇を斬る!大江戸犯科帳 （1993年、日本テレビ / ユニオン映画） - 一色由良之助
- 時代劇スペシャル / 秘剣揚羽蝶 源氏九郎颯爽記 （1983年1月28日、フジテレビ） - 源氏九郎 / 遠山金四郎
- 年末時代劇スペシャル（日本テレビ）
  - 忠臣蔵 （1985年） - 大石内蔵助
  - 白虎隊 （1986年） - 西郷頼母
  - 田原坂 （1987年） - 西郷隆盛
  - 五稜郭 （1988年） - 榎本武揚
  - 源義経 （1991年） - 武蔵坊弁慶
  - 風林火山 （1992年） - 山本勘助 / 高坂昌信
- 新春時代劇スペシャル（日本テレビ）
  - 樅ノ木は残った （1990年） - 原田甲斐
  - 寛永風雲録 （1991年） - 松平信綱
- 外科医有森冴子Ⅱ 第1話「いのちの時間」（1992年、日本テレビ）
- 人形佐七捕物帳　凶悪のけものを追え!!（1992年、テレビ東京）
- 大忠臣蔵（1994年、TBS） - 立花左近
- 将軍の隠密!影十八 （1996年、テレビ朝日） - 一橋宗尹
- 正月時代劇 / 風光る剣 -八嶽党秘聞- （1997年、NHK総合） - 興津新五左衛門
- 新春時代劇スペシャル / 弁慶 怪力無双の荒法師! （1997年、テレビ朝日） - 富樫家通
- 荒木又右衛門 伊賀の決闘（1997年、フジテレビ） - 荒木又右衛門
- 12時間超ワイドドラマ（テレビ東京）
  - 家康が最も恐れた男 真田幸村 （1998年） - 島津家久
  - 赤穂浪士 （1999年） - 千坂兵部
  - 大江戸捜査網2015〜隠密同心、悪を斬る! （2015年） - 内藤勘解由
- 痛快!三匹のご隠居 （1999年、テレビ朝日 / 東映） - 関屋勘兵衛
- 名奉行!遠山の金四郎（2018年8月13日、TBS） - 花火師棟梁 （特別出演）

### ドラマ
- 大河ドラマ（NHK総合）
  - 炎立つ 第一部 （1993年） - 安倍頼時 / 阿弖流為
  - 利家とまつ〜加賀百万石物語〜 第27話、第37話、第41話〜第42話、第46話〜第48話（2002年） - 上杉景勝
  - 龍馬伝 第4話〜第6話、第9話〜第10話、第16話〜第17話 （2010年） - 千葉定吉
  - どうする家康（2023年） - 登譽上人[21]
  - べらぼう〜蔦重栄華乃夢噺〜（2025年） - 須原屋市兵衛[22]
- 月曜ドラマスペシャル （TBS）
  - おやじのヒゲ11（1991年）
  - 一色京太郎事件ノート（1995年〜1998年） - 一色京太郎
- ドラマ新銀河 / 魚河岸のプリンセス （1995年、NHK総合） - 西尾益次郎
- 日本一短い「母」への手紙「再婚」（1995年、日本テレビ） - 主演
- 連続テレビ小説 / あぐり （1997年、NHK総合） - 望月健太郎
- 土曜ワイド劇場（テレビ朝日）
  - 作家 小日向鋭介の推理日記 （1997年 - 1999年） - 小日向鋭介
  - ホゴカン 熱血保護司・村雨晃司の事件簿 （2013年） - 安西正治
- 水曜ドラマ / 必要のない人 （1998年、NHK総合） - ジョーカー・野村
- 加賀百万石 〜母と子の戦国サバイバル〜 （1999年、NHK総合） - 徳川家康
- しくじり鏡三郎 （1999年、NHK総合） - 三枝能登守
- 正月ドラマ / いい旅いい夢いい女 〜九州路〜 （2000年、NHK総合） - 小泉耕平
- ドラマ家族模様 / マッチポイント! 〜女が勝負をかける時〜 （2000年、NHK総合） - 広瀬一平
- 土曜特集ドラマ / 歌恋温泉へようこそ （2001年、NHK総合） - 弦治
- 水曜ミステリー9 / 信濃のコロンボ事件ファイル （2001年 - 2006年、テレビ東京） - 大森修治・刑事部長
- 奥さまは魔女 第5話（2004年、TBS） - 水戸光圀
- 里見浩太朗芸能生活50周年特別企画  夜盗（2005年、TBS） - 柏田源吉
- 特命!刑事どん亀 第1話「極秘捜査課見参!」（2006年、TBS） - 警視総監・大石隼斗
- 土曜ドラマ・フルスイング（2008年、NHK総合)　- 天童誠一郎
- 水曜ミステリー9 /「名犬フーバーの事件簿」（2008年、テレビ東京） - 長源寺大志
- 月曜ゴールデン（TBS）
  - 「萬屋長兵衛の隅田川事件ファイル」（2008年） - 萬屋長兵衛
  - 「萬屋長兵衛の隅田川事件ファイル 其ノ弐」（2009年） - 萬屋長兵衛
  - 「さすらいのプラチナワゴン〜歌手・美波丈太朗の事件簿〜」（2012年） - 美波丈太朗
- ドラマスペシャル・濃姫（2012年、テレビ朝日） - 斎藤道三
- ハンチョウ〜警視庁安積班〜（2012年、TBS） - 刑事部長・川口総太郎 
  - シリーズ6（2013年1月14日 - 3月18日）
- リーガル・ハイ（2012年、フジテレビ） - 服部 
  - リーガル・ハイ スペシャル（2013年4月13日）
  - リーガルハイ（シーズン2）（2013年10月 - 12月）
  - リーガルハイ・スペシャル（2014年11月22日）
- スペシャルドラマ・必殺仕事人2013（2013年、朝日放送） - 小宮山泰山
- 金曜プレステージ（フジテレビ）
  - 名探偵 神津恭介（2014年） - 古沢三郎
- 水曜ミステリー9 / ドクターハート 薮田公介の事件カルテ（2014年、テレビ東京） - 霜山武史
- 警視庁捜査一課9係 Season10（2015年、テレビ朝日） - 神田川宗次朗[23]
- ドラマスペシャル「名探偵キャサリン」（2015年9月5日、テレビ朝日） - 浜口幸夫 
  - 名探偵キャサリン〜消えた相続人〜（2016年3月20日）[24]
- BARレモン・ハート 第3話（2015年10月19日、BSフジ） - 北原先生
- スペシャルドラマ『黒蜥蜴』（2015年12月22日、フジテレビ・関西テレビ） - 雨宮潤一 [25]
- 月曜名作劇場「ミステリー作家・朝比奈耕作シリーズ・花咲村の惨劇」（2016年6月6日、TBS） - 尾車泰之
- 金曜8時のドラマ / ヤッさん〜築地発!おいしい事件簿〜（2016年7月 - 8月、テレビ東京） - 橋田  [26]
- 水曜ミステリー9 / 金沢のコロンボ3（2016年8月17日、テレビ東京） - 前田利康
- Xmasミステリー特別企画 / ホテル警備隊 田辺素直（2016年12月25日、テレビ東京） - 立花伊作
- 水曜ミステリー9 / 刑事吉永誠一 ファイナル（2016年12月28日、テレビ東京） - 津村健三 [27]
- トットちゃん!（2017年、テレビ朝日） - 大岡龍男
- バイプレイヤーズ 〜もしも名脇役がテレ東朝ドラで無人島生活したら〜 第4話（2018年2月28日、テレビ東京） - 里見浩太朗（本人）[28] （劇中劇『しまっこさん』　-　島犬様）[29]
- 犬神家の一族（2018年12月24日、フジテレビ） - 犬神佐兵衛 （特別出演）
- 特捜9（2018年 - 2021年、テレビ朝日） ‐ 神田川宗次朗
- 執事 西園寺の名推理（2018年、テレビ東京） - 伊集院光弥 （特別出演）
  - 執事 西園寺の名推理2（2019年）
- BS時代劇 小吉の女房 (2019年、NHK BSプレミアム） - 中野碩翁 [30]
  - BS時代劇 小吉の女房2（2021年、NHK BSプレミアム）
- よつば銀行 原島浩美がモノ申す!〜この女に賭けろ〜 第2話（2019年1月28日、テレビ東京） - 稲岡栄次郎（稲岡興産社長）
- スローな武士にしてくれ〜京都 撮影所ラプソディー〜（2019年3月23日、NHK BSプレミアム） - 里見浩太朗 （本人）
- 日曜プライム おかしな刑事22（2020年、テレビ朝日） - 河北龍之介
- 帯ドラマ劇場 やすらぎの刻〜道（2020年、テレビ朝日） - ニタニ [31]
- 共演NG（2020年、テレビ東京） - 出島徹太郎
- 十三人の刺客（2020年11月28日[32][33]、NHK BSプレミアム） - 土井大炊頭
- ホリデイ〜江戸の休日〜（2023年1月6日、テレビ東京） - 大久保彦左衛門 [34]

### 舞台
- 平家物語絵巻（1994年、明治座）
- 月形半平太（1994年、劇場飛天）
- 雪の渡り鳥（1995年、新橋演舞場・御園座）
- 松平長七郎（1995年、新橋演舞場、御園座）
- わが心の龍馬（1996年、劇場飛天）
- ご存じいれずみ判官〜遠山桜一番吹雪〜 （1996年、明治座）
- 瞼の母 （1996年、新橋演舞場）
- 新撰組余聞 花かんざし（1996年、新橋演舞場 / 2005年、明治座）
- 大石内蔵助 （1996年、御園座 / 1997年、新橋演舞場 / 1999年、劇場飛天 / 2004年、明治座）
- 江戸の華〜纏一代（1997年、御園座）
- 花の生涯（1998年、劇場飛天）
- 喧嘩太平記（1998年、明治座・御園座）
- 沓掛時次郎（1998年、明治座）
- 初姿次郎長富士（1999年・明治座）
- 大江戸評判記 美男の顔役（2000年、御園座）
- 長七郎天下御免（2000年、全国縦断公演 / 2002年、明治座）
- 長脇差団十郎 錦秋・男の花道（2000年、明治座）
- 芸能生活45周年記念リサイタル（2001年、NHKホール）
- 京ごよみ おさん茂兵衛（2001年、御園座）
- 秀吉愛情物語（2001年、梅田コマ劇場）
- 初春あばれ獅子（2003年、明治座）
- 黄金の刻 -愛と永遠の絆-（2006年 - 2007年、日本武道館）
- 水戸黄門ファミリー 歌とゆかいなトークショー（2007年、明治座）
- 水戸黄門（2007年、明治座 / 2008年、御園座 / 2013年、博多座、新歌舞伎座 / 2021年、御園座 / 2024年、御園座）
- 薫風あばれ獅子（2009年、御園座）
- 真田十勇士（2013年、赤坂ACTシアター他）
- ミュージカル「天才執事ジーヴス」（2014年、日比谷日生劇場） - ジーヴス 役[35]

### アニメ
- アガサ・クリスティーの名探偵ポワロとマープル（2004年 - 2005年、NHK総合） - エルキュール・ポワロ 役[36]
- なぜ生きる -蓮如上人と吉崎炎上-（2016年） - 蓮如上人 役[37][38]

### コンサート
以下の会場を中心に歌謡ショーを行っている（一部のみ）。
- 市川市文化会館
- 大宮ソニックシティ
- 渋谷公会堂
- 東京簡易保険会館

### バラエティ
- メトロポリタンジャーニー（1996年、フジテレビ） - レギュラー司会者
- 平成教育委員会（フジテレビ）
- オールスター感謝祭（TBS）
- すばらしき仲間（中部日本放送）
- 演歌の花道（1995年・1996年・1998年、テレビ東京）
- サブちゃんと歌仲間（1996年・1998年・1999年・2001年・2003年、テレビ東京）
- NHK歌謡コンサート（2011年、NHK総合）
- ごきげん歌謡笑劇団（2011年、2015年10月、NHK総合）
- 時代劇うた祭り! ザ☆ゴールド（2015年1月、時代劇専門チャンネル） 「微笑みをすてる時」を歌う。
- くりぃむクイズ ミラクル9（テレビ朝日） - 不定期出演
- おしゃべりホールデム（フジテレビ） - 選手として出演

### ドキュメンタリー
- 戦地からの手紙〜あなたは知っていますか （2010年、NHK総合）- 番組の中で、亡き父・亀一の家族宛の手紙を朗読した。
- 里見浩太朗が斬る「甲冑の国」〜戦国武将たちのオシャレ〜（2014年5月10日、BSジャパン）

### 通信カラオケシステムでの本人出演映像
- 2005年頃より通信カラオケシステムDAMの機種改良に伴い、同機種で配信する『花冷え』を初めとする代表曲で、背景映像に里見本人が出演する映像が多く採用されている。また第一興商が展開するカラオケボックスのチェーン店のビッグエコーでは、「本人出演」のコンテンツに後述の曲が該当曲としてリストアップされている。

### 教育映画
- 『飲酒運転の報い 破滅への道』（2004年、東映教育映像制作、一般財団法人 全日本交通安全協会推薦）にも原田龍二とともに主演している。免許更新や違反者講習の教材用として全国各地で上映された。

### CM
- 黄桜 - 清酒黄桜
- アリコジャパン
- クリアアサヒ - 「絶対もらえる、が好き!篇」[39]（2014年4月11日 - ）
- 農口尚彦研究所 - ナレーション[40]

## ディスコグラフィ

### 1994年以前
金獅子紋道中唄
『金獅子紋ゆくところ』主題歌
1958年発表
旅は青空
作詞：佐伯孝夫 作曲：吉田正
1961年発表
里見浩太郎名義
藤本二三代とデュエット
ああ人生に涙あり
水戸黄門主題歌
作詞：山上路夫 作曲：木下忠司 編曲：池多孝春
横内正とデュエット
1973年発表
砂の枕
ポリドールレコード
大江戸捜査網主題歌
作詞：菅野さほ子 作曲：遠藤実
1973年発表
微笑みをすてる時
RVCレコード
大江戸捜査網主題歌
作詞：石原信一 作曲：竜崎孝路
1974年発表
ラブ・ナイト・スポット
作詞：山口洋子 作曲：弦哲也 編曲：佐伯亮
1981年発表
水口玲子とデュエット
芸能生活25周年記念作品で里見にとって初のデュエット曲である。
1995年には黒木瞳とデュエットで「北の都の物語」のカップリングにリミックス盤を収録している。
1995年に日本クラウンで本格的歌手活動開始前に発表した曲では、代表的な通信カラオケ機種の殆どに収録されている数少ない曲である。
流れ坂
作詞：東海林良 作曲：芳野恭郎 編曲：斉藤恒夫 TDKレコード
松平右近事件帳主題歌
しあわせ
作詞：「カザマタロウ」となっているが、これは里見の作詞芸名であり、里見自ら作詞したものである。作曲：菊池俊輔 編曲：馬飼野俊一 TDKレコード
新・松平右近主題歌
微笑みかけて
作詞：荒木とよひさ 作曲：平尾昌晃 編曲：小六禮次郎 TDKレコード
長七郎江戸日記第1シリーズ前期主題歌
旅路〜さすらい〜
作詞：恩田久義 作曲・編曲：西村昌敏 ビクター
長七郎江戸日記第1シリーズ中期主題歌
友よ女よ
作詞：阿久悠 作曲：三木たかし 編曲：竜崎孝路 ビクター
長七郎江戸日記第1シリーズ後期主題歌
おとこの歳月
作詞：山本伊織 作曲：長沢ヒロ 編曲：桜庭伸幸 ワーナーパイオニア
長七郎江戸日記第2シリーズ前期主題歌
男の旅愁
黄桜酒造CFソング
『おとこの歳月』のB面の曲である。
再会物語
作詞：水木かおる 作曲：遠藤実 編曲：斉藤恒夫 ワーナーパイオニア
長七郎江戸日記第2シリーズ後期主題歌
実際長七郎江戸日記で収録された歌詞は原曲では時代劇に不適切な歌詞が存在したため、一部歌詞を変更して使用された。
ふたりみち
『再会物語』のA面の曲である。
恋草子
作詞：小椋佳 作曲：TAI 編曲：桜庭伸幸 ワーナーパイオニア
八百八町夢日記第1シリーズ主題歌
宵祭
作詞：小椋佳 作曲：TAI 編曲：馬飼野俊一 ワーナーパイオニア
長七郎江戸日記第3シリーズ主題歌
1990年発表
夢がたり
作詞：たきのえいじ 作曲：市川昭介 編曲：前田俊明 ソニーレコード
八百八町夢日記第2シリーズ主題歌
1991年発表
風のえれじい
ソニーレコード、「夢がたり」とカップリング
1991年発表
風が吹く時も
作詞：里村龍一 作曲：小田純平 編曲：前田俊明 ソニーレコード
半七捕物帳主題歌
1992年発表

### 1995年以降
- すべて日本クラウンより発表

花冷え
作詞：高畠じゅん子 作曲：中川博之 編曲：前田俊明
1995年5月発表
芸能生活40周年記念作品
日本クラウンヒット賞を受賞
カップリングは「銀座川」
通信カラオケシステムDAMで背景映像に本人出演、他作品に先立ち2003年頃より採用され、横浜みなとみらい21地区を舞台に里見本人が出演し、横浜ベイブリッジ、日本丸等同地区の代表的な建造物が併せて映し出されている。
北の都の物語
作詞：高畠じゅん子 作曲：中川博之 編曲：前田俊明
1995年発表
黒木瞳とデュエット
カップリングは「ラブ・ナイト・スポット」（1981年水口玲子とのデュエット曲のリミックス盤で黒木とデュエットバージョンである。）
花氷
作詞：高畠じゅん子 作曲：中川博之 編曲：前田俊明
1996年発表
カップリングは「冬紅葉」（既発表曲の再収録）
2005年頃よりDAMの背景映像で本人出演映像が採用。湖畔で里見本人が出演する他、氷中花等が映し出されている。
花しぐれ
作詞：高畠じゅん子 作曲：中川博之 編曲：前田俊明
1997年発表
カップリングは「北を恋うる歌」
夕顔
作詞：高畠じゅん子 作曲：聖川湧 編曲：前田俊明
1998年発表
カップリングは「風のめぐり逢い」
あじさいブルース
作詞：星野哲郎 作曲：中川博之 編曲：竜崎孝路
1998年発表
カップリングは「箱根慕色」
雨の長崎
作詞：高畠じゅん子 作曲：中川博之 編曲：竜崎孝路
1999年発表
カップリングは「旅愁」
愛の行方
作詞：池田充男 作曲：中川博之 編曲：前田俊明
2000年発表
カップリングは「さよなら京都」
2005年頃よりDAMの背景映像で本人出演映像が採用。
約束〜FOREVER〜
作詞：荒木とよひさ 作曲：平尾昌晃 編曲：若草恵
2001年発表
芸能生活45周年記念作品
カップリングは「横浜メルヘン」
男の心情
作詞：たかたかし 作曲：中川博之 編曲：前田俊明
2001年発表
カップリングは「素晴らしき人生」（既発表曲の再収録）
2005年頃よりDAMの背景映像で本人出演映像が採用。
新潟のひとよ
作詞：たかたかし 作曲：中川博之 編曲：前田俊明
2005年5月発表
芸能生活50周年記念作品
配信当初よりDAMの背景映像で本人出演映像が採用。新潟の中心街や万代橋が映し出され、それと併せてCDパッケージで使用したジャケット着用の里見が出演している。
ふたりの旅路
作詞：高畠じゅん子 作曲：中川博之 編曲：前田俊明
2007年6月発表
カップリングは「東京ミッドタウン」
稲むらの火-濱口梧陵小傳より-/マイ・ラブ・アゲイン
作詞:高畠じゅん子 作曲：岡千秋 編曲：蔦将包
2008年4月発表
両A面シングルとして発売。
愛あればこそ
作詞：高畠じゅん子 作曲：中川博之 編曲：前田俊明
2009年6月発表
カップリングは「男のわかれ道」
流星〜いにしえの夜空(そら)へ〜
作詞：荒木とよひさ 作曲：弦哲也 編曲：川村栄二
2011年9月発表
カップリングは「飲むほどに　酔うほどに」
花と小父さん（熊田胡々とデュエット曲）
作詞・作曲：浜口庫之助 編曲：竜崎孝路
2012年9月発表
カップリングは「恋の町札幌」
口笛の彼方に
作詞：荒木とよひさ 作曲：弦哲也 編曲：矢野立美
2012年11月発表
カップリングは「涙して笑って候」
男の駅舎（えき）
作詞：荒木とよひさ 作曲：弦哲也 編曲：川村栄二
2014年10月発表
カップリングは「心で候 天晴れ候」
母を慕いて
作詞：荒木とよひさ 作曲：堀内孝雄 編曲：川村栄二
2016年9月発表
カップリングは「ホテル　サンタ・ローザ」
秘話
作詞：朝比奈京仔 作曲：徳久広司  編曲：矢田部正
2018年8月発表
カップリングは「リラの女(ひと)」」

## 著作・写真集
- 『男の華』（1982年、ペップ出版）
- 『舞』（1986年、株式会社美・来人）
- 『ゆっくりと一歩 駆けずの浩太朗半生の記』（1992年、日本テレビ刊）
- 『華と夢 里見浩太朗写真集』（1992年、日本テレビ刊）
- 『夢の軌跡 里見浩太朗デビュー45周年記念写真集』（2001年、東京新聞出版局）
- 『里見浩太朗 50周年記念写真集』（2005年、ぶんか社）